# The Bird and the Bee Sides
The Bird and the Bee Sides é um duplo EP da banda Relient K, lançado a 1 de Julho de 2008.
Num só disco contém o EP The Nashville Tennis EP e o The Bird and the Bee Sides. The Nashville Tennis EP possui treze novas faixas, que explora uma sonoridade diferente, como a música country e o ska. The Bird and the Bee Sides possui faixas já editadas.
O álbum estreou no nº 25 da Billboard Top 200, e teve vendas aproximadas de 20 mil unidades.

## Faixas

### The Nashville Tennis EP
1. "Where Do I Go from Here" - 2:15
2. "The Scene and Herd" - 2:53
3. "At Least We Made It This Far" - 2:53
4. "The Last, the Lost, the Least" (John Warne) - 2:25
5. "The Lining Is Silver" - 3:41
6. "There Was No Thief" (Regravado de "The Thief", do EP Apathetic EP) - 3:22
7. "No Reaction" (Ethan Luck) - 1:03
8. "Curl Up and Die" - 4:08
9. "You'll Always Be My Best Friend" (Matt Hoopes, Matt Thiessen) - 1:39
10. "There Was Another Time in My Life" - 2:51
11. "Beaming" - 1:00
12. "I Just Want You to Know" - 2:57
13. "Bee Your Man" (Jonathan Schneck) - 1:38

### The Bird and the Bee Sides
1. "Up and Up" (Acústico) (Lançado no EP Must Have Done Something Right EP) - 4:06
2. "Wit's All Been Done Before" (Lançado no EP Employee of the Month EP) - 3:30
3. "The Vinyl Countdown" (Lançado no EP The Vinyl Countdown) - 2:49
4. "For the Band" (Lançado no EP Employee of the Month EP) - 4:15
5. "Nothing Without You" (Lançado no EP The Vinyl Countdown) - 4:14
6. "A Penny Loafer Saved Is a Penny Loafer Earned" (Lançado no EP Employee of the Month EP) - 2:19
7. "Five Iron Frenzy Is Either Dead or Dying" (Lançado no EP The Vinyl Countdown) - 0:32
8. "Five Iron Frenzy Is Either Dead or Dying" (Wannabe Ska Version) (Lançado no EP The Vinyl Countdown) - 0:41
9. "Who I Am Hates Who I've Been" (Acústico) (Lançado do single "Who I Am Hates Who I've Been") - 3:18
10. "Here I Go" (Demo) - 2:34
11. "The Stenographer" (Demo) - 2:30
12. "Jefferson Airplane" (Demo) (Lançado no EP The Creepy EP) - 3:58
13. "Hope for Every Fallen Man" (Acústico) (Lançado no EP Must Have Done Something Right EP) - 3:26

## Créditos
- Matt Thiessen – Vocal, Guitarra rítmica, piano
- Matt Hoopes – Guitarra, vocal de apoio
- Brian Pittman – Baixo
- Dave Douglas – Bateria, vocal de apoio
- Brett Schoneman - Bateria
- John Warne – Baixo, vocal de apoio
- Jon Schneck – Guitarra rítmica, vocal de apoio
- Ethan Luck – Bateria